# Ludwig Weis
Ludwig Weis, ab 1869 Ritter von Weis (häufig Ludwig von Weis; * 19. Januar 1813 in Zweibrücken, Pfalz (Bayern); † 15. Mai 1880 in München) war ein bayerischer Jurist, Königlicher Ministerialrat, Präsident der Kammer der Abgeordneten des Königreiches Bayern und von 1859 bis 1862 Erster Bürgermeister der Stadt Würzburg.

## Biographie
Ludwig Weis studierte an der Universität München Rechtswissenschaften und schloss das Studium mit der Promotion als Dr. jur. ab. Im Anschluss wurde er Advokat in Zweibrücken. Zum ordentlichen Professor des französischen Rechts und bayerischen Staatsrechts berief ihn die Universität Würzburg am 27. August 1851. Dieser Position wurde er am 25. März 1858 enthoben. Grund dafür waren Spannungen zwischen der Regierung Pfordten und Weis als Mitglied des Gesetzgebungsausschusses. Seine Tätigkeit im Ausschuss führte auch dazu, dass Weis an das Appellationsgericht Eichstätt versetzt wurde. 1859 wurde Weis dann mit Unterstützung durch seinen persönlichen und politischen Freund Anton Ruland zum Ersten rechtskundigen Bürgermeister der Stadt Würzburg gewählt. Beruflich war er ab 1862 als Königlicher Ministerialrat im Staatsministerium der Justiz in München sowie als Königlicher Appellationsgerichtspräsident in Zweibrücken tätig.
1869 wurde er mit dem Ritterkreuz des Verdienstordens der Bayerischen Krone ausgezeichnet. Damit verbunden war die Erhebung in den persönlichen Adelstand und er durfte sich nach der Eintragung in die Adelsmatrikel „Ritter von Weis“ nennen. Bereits 1864 erhielt er das Ritterkreuz I. Klasse des Verdienstordens vom Heiligen Michael.

## Politische Aktivitäten
Zwischen 1849 und 1871 war er Mitglied der Kammer der Abgeordneten und stand der Patriotenpartei bzw. der Huttler-Gruppe nahe. Von Weis war von 1849 bis 1859 2. Präsident der Kammer der Abgeordneten und amtierte von 1870 bis 1871 als Präsident der Kammer.